# Debbie Reynolds
Mary Frances "Debbie" Reynolds (1 tháng 4 năm 1932 – 28 tháng 12 năm 2016) là một nữ diễn viên, ca sĩ, nữ doanh nhân, nhà sử học điện ảnh, nhà hoạt động nhân đạo và là mẹ của nữ diễn viên kiêm nhà văn Carrie Fisher. Bà từng được đề cử giải Quả cầu vàng cho Diễn viên mới triển vọng nhất nhờ vai Helen Kane trong bộ phim Three Little Words (1951). Vai gây đột phá cũng là vai diễn chính đầu tiên của bà, vai Kathy Selden trong Singin' in the Rain (1952). Bà cũng gặt hái những thành công khác về diễn xuất trong các phim như The Affairs of Dobie Gillis (1953), Susan Slept Here (1954), Bundle of Joy (đề cử Quả cầu vàng 1956), The Catered Affair (giành giải NBRMP cho nữ diễn viên phụ xuất sắc nhất 1956) và Tammy and the Bachelor (1957), trong phim bà biểu diễn bài hát "Tammy" từng đạt vị trí quán quân trên bảng xếp hạng âm nhạc của Billboard. Năm 1959, bà phát hành album nhạc pop đầu tiên của mình mang tên Debbie.
Bà tiếp tục đóng trong How the West Was Won (1963) và The Unsinkable Molly Brown (1964), một phim tiểu sử về một người có thật nổi tiếng Molly Brown. Vai Brown đã giúp đem về một đề cử giải Oscar cho nữ diễn viên chính xuất sắc nhất cho bà. Những bộ phim khác của bà bao gồm The Singing Nun (1966), Divorce American Style (1967), What's the Matter with Helen? (1971), Charlotte's Web (1973), Mother (1996) (đề cử Quả cầu vàng) và In & Out (1997). Reynolds cũng là một người biểu diễn cabaret. Năm 1979, bà thành lập Debbie Reynolds Dance Studio ở Bắc Hollywood và vẫn hoạt động ngày nay.
Tháng 1 năm 2015, Reynolds nhận giải Thành tựu trọn đời của Nghiệp đoàn diễn viên Màn ảnh. Năm 2016, bà nhận giải Jean Hersholt Humanitarian thuộc giải Oscar. Cùng năm đó, một bộ phim tài liệu về cuộc đời của bà mang tên Bright Lights: Starring Carrie Fisher and Debbie Reynolds, cũng là phim cuối cùng mà bà xuất hiện trên màn ảnh; phim phát sóng trên HBO vào ngày 7 tháng 1 năm 2017.
Ngày 28 tháng 12 năm 2016, Reynolds nhập viện tại Trung tâm y tế Cedars-Sinai sau khi rơi vào trường hợp khẩn cấp, mà con trai bà Todd Fisher sau đó miêu tả là "một cơn đột quỵ nặng". Bà qua đời vì đột quỵ vào trưa hôm đó, một ngày sau cái chết của con gái bà Carrie Fisher.

## Tiểu sử
Reynolds sinh ra tại El Paso, Texas, là con thứ hai của Maxene "Minnie" (nhũ danh Harman) và Raymond Francis "Ray" Reynolds, một thợ mộc ở công ty Đường sắt Nam Thái Bình Dương. Bà mang dòng máu của Scotland-Ireland và Anh, được nuôi dạy tại một trường trường dòng nghiêm khắc Nazarene. Bà cũng có một người anh trai lớn hơn mình hai tuổi. Reynolds từng là một nữ hướng đạo sinh và dẫn đầu nhóm các nữ hướng đạo, bà cũng từng nói muốn chết khi mình trở thành nữ hướng đạo sinh sống lâu nhất thế giới. Mẹ bà từng đi giặt ủi để kiếm thêm thu nhập, trong khi gia đình bà sống trong một túp lều trên phố Magnolia tại El Paso. Gia đình bà tới sinh sống tại Burbank, California năm 1939. Năm 16 tuổi, khi đang học tại trường trung học John Burroughs tại Burbank, Reynolds giành giải trong cuộc thi sắc đẹp Miss Burbank. Không lâu sau bà ký một hợp đồng với hãng Warner Bros  và có nghệ danh "Debbie" thông qua Jack L. Warner.

## Sự nghiệp

### Điện ảnh và truyền hình
Reynolds sớm được những người săn tìm tài năng của hãng Warner Bros. và MGM phát hiện khi họ có mặt tại cuộc thi Miss Burbank 1948. Cả hai công ty đều muốn bà ký hợp đồng với xưởng phim của họ và đã phải tung đồng xu để xem ai có được chữ ký của bà. Hãng Warner giành chiến thắng, và bà ký với hãng hợp đồng hai năm. Khi Warner Brothers ngừng sản xuất nhạc kịch, bà chuyển đến MGM. Với MGM, Reynolds thường xuất hiện trong các phim nhạc kịch trong thập niên 1950 và có một vài bản hit trong thời gian đó. Bài hát "Aba Daba Honeymoon" (có trong phim Two Weeks with Love (1950) và cũng như bản hát song ca với Carleton Carpenter) là bản thu âm nhạc phim đầu tiên được chứng nhận vàng cũng như đạt vị trí thứ 3 trên bảng xếp hạng của Billboard.
Diễn xuất trên phim của bà gây ấn tượng mạnh với xưởng phim, nhờ đó bà được đồng giao vai chính trong bộ phim gắn liền với tên tuổi của bà, Singin' in the Rain (1952), một sự châm biến việc làm phim ở Hollywood trong thời kì chuyển từ phim câm sang phim nói. Phim cũng có diễn viên Gene Kelly thủ vai, người bà gọi là một "vũ công tuyệt vời và thiên tài điện ảnh"; bà nói thêm, "Anh ấy biến tôi thành một ngôi sao. Năm đó tôi 18 tuổi và anh ấy dạy tôi cách nhảy, làm việc chăm chỉ và tận tụy." Năm 1956, bà xuất hiện trong phim Bundle of Joy với người chồng tương lai Eddie Fisher.
Vai diễn chính trong The Unsinkable Molly Brown (1964) đã đưa bà tới đề cử giải Oscar cho nữ diễn viên chính xuất sắc nhất. Tuy nhiên, bà cho biết ban đầu từng có bất đồng với đạo diễn phim là Charles Walters. "Ông ta không muốn tôi", bà nói, "Ông ta muốn Shirley MacLaine, người lúc ấy không thể đảm nhận vai diễn. Ông nói, "cô hoàn toàn không hợp với vai này". Nhưng sáu tuần trong thời gian sản xuất, ông ta lại thay đổi ý kiến của mình, ông đến với tôi và nói, "Tôi phải thừa nhận rằng tôi đã sai. Cô đóng vai diễn rất đạt. Tôi rất hài lòng"."
Từ 1999 đến 2000, bà đóng vai mẹ của Grace Adler, Bobbi Adler trong loạt phim sitcom Will & Grace, giúp bà có được đề cử giải Emmy duy nhất cho nữ diễn viên khách mời trong loạt phim hài xuất sắc nhất năm 2000. Bà cũng đảm nhận một vai thường xuyên trong loạt phim gốc của Disney Channel Halloweentown trong vai Aggie Cromwell. Bà cũng xuất hiện trong vai trò khách mời làm người trao giải tại lễ trao giải Oscar lần thứ 69 (1997).

### Âm nhạc và cabaret
Bản thu âm bài hát "Tammy" (từ phim Tammy and the Bachelor năm 1957) đã nhận được chứng nhận vàng, và là đĩa đơn bán chạy nhất bởi một nữ ca sĩ năm 1957. Bài hát đạt vị trí quán quân trong năm tuần trên bảng xếp hạng Billboard pop. Trong phim (phần đầu tiên của loạt phim điện ảnh Tammy), bà đóng cặp với Leslie Nielsen.
Reynolds cũng sở hữu hai bản hit từng lọt tốp 25 của Billboard với "A Very Special Love" (#20 vào tháng 1 năm 1958) và "Am I That Easy to Forget" (#25 vào tháng 3 năm 1960)—một phiên bản nhạc pop của bản hit nhạc đồng quê làm nên tên tuổi của Carl Belew (năm 1959), Skeeter Davis (năm 1960), và vài năm sau đó là của ca sĩ Engelbert Humperdinck. Năm 1991, bà phát hành album mang tựa đề The Best of Debbie Reynolds. Album cuối cùng của Reynolds là bản thu với Donald O'Connor mang tên Chrissy the Christmas Mouse.

## Đời tư
Bà là bạn của ngôi sao Marilyn Monroe. Debbie Reynolds đã từng 2 lần bị phá sản. Debbie Reynolds thừa nhận trong tình yêu bà là người lựa chọn kém và vì vậy mới dẫn đến những sai lầm trong hôn nhân.
Khi Debbie yêu Eddie Fisher, nam ca sĩ Frank Sinatra đã khuyên bà không nên kết hôn với một ca sĩ vì cuộc sống sẽ rất vất vả. Nhưng Debbie không nghe theo. Cuộc hôn nhân của Debbie với Eddie Fisher không hề hạnh phúc. Bà kết hôn vào năm 24 tuổi (1956). Năm 26 tuổi Debbie Reynolds mới phát hiện chồng mình ngoại tình với Elizabeth Taylor. Hai người chia tay và chồng bà đi lấy Elizabeth Taylor.
Người chồng thứ hai của bà là một tỷ phú nhưng nghiện bài bạc và đã tiêu hết 100 triệu USD của vợ. Toàn bộ tài sản tích cóp của bà tiêu tan và phải mất 14 năm sau bà mới trả hết nợ.
Cuộc hôn nhân thứ ba với nhà đầu tư bất động sản cũng khiến bà tổn hao tài sản. Hai vợ chồng bà đầu tư vào khách sạn và casino ở Las Vegas nhưng cuối cùng ông đã làm mất sạch tiền.
Năm bà 78 tuổi, niềm vui duy nhất của bà là được ở bên con gái. Bà có kế hoạch triển lãm bộ sưu tập những kỷ vật màn bạc của các ngôi sao Hollywood tại Luân Đôn.

## Các phim tham gia
Features:
| - June Bride (1948) - The Daughter of Rosie O'Grady (1950) - Three Little Words (1950) - Two Weeks with Love (1950) - Mr. Imperium (1951) - Singin' in the Rain (1952) - Skirts Ahoy! (1952) - I Love Melvin (1953) - The Affairs of Dobie Gillis (1953) - Give a Girl a Break (1954) - Susan Slept Here (1954) - Athena (1954) - Hit the Deck (1955) - The Tender Trap (1955) - Meet Me in Las Vegas (1956) - The Catered Affair (1956) - Bundle of Joy (1956) - Tammy and the Bachelor (1957) - This Happy Feeling (1958) - The Mating Game (1959) - Say One for Me (1959) - It Started with a Kiss (1959) - The Gazebo (1959) - The Rat Race (1960) - Pepe (1960) - The Pleasure of His Company (1961) - The Second Time Around (1961) - How the West Was Won (1962) - Mary, Mary (1963) - My Six Loves (1963) - The Unsinkable Molly Brown (1964) | - Goodbye Charlie (1964) - The Singing Nun (1966) - Divorce American Style (1967) - How Sweet It Is! (1968) - What's the Matter with Helen? (1971) - Charlotte's Web (1973) (voice) - Busby Berkeley (1974) (documentary) - That's Entertainment! (1974) - Kiki's Delivery Service (1989) (voice in 1998 English dub) - The Bodyguard (1992) - Jack L. Warner: The Last Mogul (1993) (documentary) - Heaven & Earth (1993) - That's Entertainment! III (1994) - Mother (1996) - Wedding Bell Blues (1996) - In & Out (1997) - Halloweentown (1998) - Fear and Loathing in Las Vegas (1998) - Zack and Reba (1998) - Rudolph the Red-Nosed Reindeer: The Movie (1998) (voice) - Keepers of the Frame (1999) (documentary) - Rugrats in Paris: The Movie (2000) (voice) - Halloweentown II: Kalabar's Revenge (2001) - Cinerama Adventure (2002) (documentary) - Connie and Carla (2004) - Halloweentown High (2004) - Return to Halloweentown (2006) - Mr. Warmth: The Don Rickles Project (2007) (documentary) - The Jill & Tony Curtis Story (2008) (documentary) - Blaze of Glory (phim) (2008) (voice) - The Brothers Warner (2008) (documentary) - Fay Wray: A Life (2008) (documentary) - Broadway: Beyond the Golden Age (2009) (documentary) |

Short subjects:
| - A Visit with Debbie Reynolds (1959) | - The Story of a Dress (1964) |

## Các chương trình truyền hình tham gia
| - The Eddie Fisher Show (recurring guest star from 1957–1959) - A Date with Debbie (1960) - Go!!! (1967) - ...And Debbie Makes Six (1968) - The Debbie Reynolds Show (1969–1970) - Debbie Reynolds and the Sound of Children (1969) - Aloha Paradise (1981) (canceled after seven episodes) - Sadie and Son (1987) - Perry Mason: The Case of the Musical Murder (1989) - Movie Memories with Debbie Reynolds (1991–1992) - Battling for Baby (1992) - Wings (1994) - Roseanne (1997)..."Arsenic and Old Mom" as Audrey Conner - Halloweentown (1998) | - The Christmas Wish (1998) - Will & Grace (recurring cast member from 1999–2006) - A Gift of Love: The Daniel Huffman Story (1999) - Virtual Mom (2000) - These Old Broads (2001) - Halloweentown II: Kalabar's Revenge (2001) - Generation Gap (2002) (unsold pilot) - Tracey Ullman in the Trailer Tales (2003) - Kim Possible (recurring cast member from (2003–2007) (voice) - Pryor Offenses (2004) - Halloweentown High (2004) - Lolo's Cafe (2006) (voice) - Return to Halloweentown (2006) - Secret Talents of the Stars (2008) (canceled after one episode) |